# 사랑해, 울지마
《사랑해, 울지마》는 2008년 11월 17일부터 2009년 5월 22일까지 방영된 문화방송 일일연속극이다.

## 등장 인물

### 주요 인물
- 이유리 : 조미수 역
- 이정진 : 한영민 역
- 오승현 : 민서영 역
- 이상윤 : 장현우 역

### 미수네 가족
- 김창숙 : 문수자 역 - 미수의 엄마
- 김미숙 : 문신자 역 - 미수의 이모
- 강부자 : 임영순 역 - 미수의 외할머니
- 김영재 : 조태섭 역 - 미수의 오빠
- 이아현 : 조미선 역 - 미수의 언니
- 박유선 : 임윤미 역 - 미선의 장녀
- 김환희 : 임윤지 역 - 미선의 차녀

### 한영민 주변인물
- 이순재 : 한규일 역 - 영민의 할아버지
- 김미경 : 한영옥 역 - 영민의 고모
- 맹상훈 : 고대성 역 - 영민의 고모부
- 김진성 : 한준 역 - 영민의 아들

### 장현우 주변인물
- 이미영 : 이영선 역 - 현우의 어머니
- 최상훈 : 현우의 아버지 역

### 그 외 인물
- 마르코 : 파블로 역
- 박영지 : 서영의 아버지 역
- 홍여진 : 서영의 어머니 역
- 송영규 : 이 팀장 역 - 영민의 동료
- 류시현 : 유인영 역 - 영민의 동료
- 장영남 : 선배 역 - 영민 동료 역
- 류상욱 : 영민 동료 역
- 김현정 : 김현주 역
- 정종렬 : 감자탕집 주방장 역
- 김유미 : 하재희 역 - 준이의 엄마
- 박영린

### 특별출연
- 유상철 : 본인 역
- 송민형 : 영민이 아빠 역
- 김기만 : 라디오 퀴즈진행자 역
- 김정하 : 영민이 엄마 역
- 정다혜 : 여자 친구 역
- 오정연 : 라디오 아나운서 역
- 윤서현 : 영민이 친구 역

## 연장
- 2009년 4월 17일 : 사랑해, 울지마 방영 분량이 120부작에서 12회 연장되어 132부작으로 변경 및 확정되었다.

## 참고 사항
- 집필자 박정란 작가가 1988년 <내일 잊으리> 이후[1] 해당 작품을 통해 본격적으로 MBC에 돌아오기도 했다.
- 2008년 11월 14일 일일드라마로는 이례적으로 시작 전 드라마의 내용을 소개하는 스페셜 방송을 편성해 눈길을 끌었으나[2] 드라마의 전반적인 내용보다는 과거 MBC를 대표했던 일일 연속극에 대한 내용들이 대부분을 차지했다는 지적을 샀다.[3]
- 불륜과 우정 사이의 아슬아슬한 줄타기 인연을 이어갔다는 지적을 받았다.[4]
- MBC ON에서 재방송되었다.

## 같이 보기
- 너는 내 운명 (KBS 1TV)
- 집으로 가는 길 (KBS 1TV)
- 그분이 오신다 (MBC)
- 태희 혜교 지현이 (MBC)
- 아내의 유혹 (SBS)
- 두 아내 (SBS)